# Парламентські вибори у Ліхтенштейні 1958
Парламентські вибори у Ліхтенштейні проходили 23 березня 1958 року.

## Результати
| Партія                          | Голосів | %    | Місць | +/–  |
| ------------------------------- | ------- | ---- | ----- | ---- |
| Прогресивна громадянська партія | 1 839   | 54,5 | 9     | +1 ▲ |
| Патріотичний союз               | 1 537   | 45,5 | 6     | -1 ▼ |
| Недійсних/порожніх бюлетенів    | 42      | —    | —     | —    |
| Всього                          | 3 418   | 100  | 15    | 0    |
| Зареєстрованих виборців/Явка, % | 3 544   | 96,4 | —     | —    |
| Джерело: Nohlen & Stöver        |         |      |       |      |